# Steve Coglin
Stephen Coglin (14 tháng 10 năm 1899 – 1965) là một cầu thủ bóng đá người Anh thi đấu ở vị trí tiền đạo tầm xa.